# Bassossi
Le bassossi (ou asobse, basosi, basossi, ngen, nsose, nswase, nswose, sosi, swose) est une langue bantoue parlée dans le Sud-Ouest du Cameroun, dans le département du Koupé-Manengouba, à Nguti et aux alentours. 
En 2004 on dénombrait 5 000 locuteurs.